# ماما كاش
ماما كاش هي أقدم صندوق نسائي دولي في العالم، تأسست في هولندا في عام 1983، وفي عام 2013، قامت ماما كاش بدعم 118 منظمة من النساء والفتيات واماكن حقوق النقل عبر 4.3 مليون يورو.

## التاريخ
تأسست ماما كاش في هولندا في عام 1983 من قبل خمس نسويات: مارجان ساكس، دورليز كراكمان، باتي سليجرز، تانيا ليون وليدا فان دن بروك ، مارجان ساكس قدمت رأس المال الأولي بقيمة 1,25,000 دولار، إقراضها إلى ماما كاش لعشرة أولية سنوات، وتم تمديدها لاحقا بخمس سنوات أخرى. في حين لم تشعر ساكس في البداية بعدم ارتياح لثروتها الموروثة، شعرت أنه من المهم تمويل النشاط، وأن المال والمثل يجتمعان معاً. وقد ألهمت فلسفتها النساء الأثريات الأخريات، وبدأت ماما كاش مجموعة تدعى (De Erfdochters نساء بالثروة المتأصلة).
أكد مؤسسو «ماما كاش» أن النساء أكثر قدرة على تحقيق التغيير الهيكلي في السياق الخاص بهن، وأن المجموعات النسائية الصغيرة المستقلة كانت حاسمة في تحقيق هذا التغيير. ومع ذلك، بما أن معظم المجموعات في ذلك الوقت احتاجت إلى منح صغيرة (أقل من 10,000 دولار في الغالب)، لم تكن المؤسسات الكبيرة المقدمة للمنظمات مجهزة لمنح مثل هذه المنح الصغيرة أو لديها الخبرة لدعم هذه المنظمات القاعدية. في السنوات الأولى، أعطت ماما كاش في الغالب أموال البدء للمبادرات التي دعمت استقلالية النساء على أجسادهن، بما في ذلك المجموعات التي دعمت الحقوق الجنسية والإجهاض الآمن وحقوق المشتغلات بالجنس ، وكانت إحدى هذه المبادرات مجلة لاتينا للسحاقيات، Esto no tiene nombre ، والتي تم تنظيمها وتحريرها من قبل مجموعة من المثليات اللاتين بما في ذلك tatiana de la tierra ، وكان الهدف منها خلق منصة للنقاش والوعي حول هذه الأقلية ممثلة تمثيلا ناقصا.
وتستمر هذه الفلسفة في تشكيل مشروع «ماما كاش»، حيث تتمثل مبادرات ماما كاش الرئيسية في الهيئة (سلامة واستقلالية أجساد النساء)، والمال (النظم الاقتصادية العادلة والعادلة)، والصوت (صنع القرار النسائي)، وصناديق النساء (الشبكة العالمية صناديق المرأة).
بمناسبة ذكرى مرور ثلاثين عاماً على وجود ماما كاش في عام 2013، أجرت مجلة ألاينس مقابلة مع نيكي ماكنتاير، المدير التنفيذي ، في ذلك الوقت، عكست ماكنتاير على تأثير منظمات حقوق المرأة على مدى العقود الثلاثة الماضية، قائلة: «إن عمل حقوق المرأة وقد أدت الحركات إلى ثورة في المواقف العامة والقانون والحكم، في القطاع الخاص والمجتمع المدني، وفي حين أن العديد من جماعات حقوق المرأة صغيرة، فإن تأثيرها الكلي هائل».